# Igor Arrieta
Igor Arrieta Lizarraga (* 8. Dezember 2002 in Uharte Arakil) ist ein spanischer Radrennfahrer.

## Sportlicher Werdegang
Als Junior war Arrieta Mitglied der Nationalmannschaft und startete im UCI Men Juniors Nations’ Cup und bei internationalen Meisterschaften. Bei den nationalen Meisterschaften stand er wiederholt auf dem Podium, 2020 als Meister im Cyclocross. Nach dem Wechsel in die U23 wurde Arrieta 2021 zunächst Mitglied im Nachwuchsteam Lizarte. Nachdem er bereits im Vorjahr als Stagiaire eingesetzt war, wurde er zur Saison 2022 Mitglied im UCI ProTeam Kern Pharma. Obwohl ihm in den zwei Jahren bei Kern Pharma kein Sieg gelang, stellte er als Gewinner der Nachwuchswertung bei der Asturien-Rundfahrt und beim Gran Camiño 2022 sein Potential unter Beweis.
Zur Saison 2024 wechselte Arrieta zum UCI WorldTeam UAE Team Emirates. Bestes Ergebnis in seiner ersten Saison für sein neues Team war ein zweiter Etappenrang bei der Kroatien-Rundfahrt.

## Familie
Igor Arrieta ist der Sohn von José Luis Arrieta, von 1993 bis 2010 ebenfalls professioneller Radrennfahrer und später Sportlicher Leiter im Movistar Team.

## Erfolge
2020
- Spanischer Meister (Junioren) – Cyclocross

2021
- Spanischer Meister (U23) – Einzelzeitfahren

2022
- Nachwuchswertung Gran Camiño
- Nachwuchswertung Asturien-Rundfahrt

2025
- Prueba Villafranca de Ordizia

## Grand Tours-Platzierungen
| Grand Tour        | 2025 |
| ----------------- | ---- |
| Giro d’ItaliaGiro | 36   |